# ProSiebenSat.1 Welt
ProSiebenSat.1 Welt war ein privater Fernsehsender, der speziell für deutschsprachige Zuschauer in den USA und Kanada entwickelt wurde. Der Sender war ein Auslandssender der ProSiebenSat.1 Media SE.
Es wurden ausgewählte Sendungen der zur ProSiebenSat.1 TV Deutschland gehörenden Free-TV-Sender (ProSieben, Sat.1, Kabel Eins, Sixx, Sat.1 Gold, ProSieben Maxx) gezeigt.
Der Bezahlfernsehsender war in den USA über das Dish Network und Verizon FiOS TV zu empfangen. In Kanada war der Empfang über Shaw, Telus, MTS, Cogeco Cable, Bell, und Rogers möglich.

## Geschichte
Der deutschsprachige Fernsehsender startete am 22. Februar 2005 als Pay-TV-Angebot in den USA und zeigte Sendungen von Sat.1, ProSieben, Kabel 1, N24-Nachrichten sowie auch Spiele der ersten Bundesliga. Der Sender war über Satellit zu empfangen. Nach einem Jahr verzeichnete ProSiebenSat.1 Welt in den USA bereits 12.000 Abonnenten. Ab 2006 konnte das Programm auch über Kabel- und DSL empfangen werden.
Am 7. Juni 2006 startete der Sender auch in Kanada.
Zwischen August 2014 und November 2015 konnte ProsiebenSat.1 Welt auch über einen OTT-Service für Computer, Laptop und über eine App auf Smartphones und Tablets in anderen Teilen der Europäischen Union (u. a. Frankreich, Vereinigtes Königreich, Irland, Niederlande, Spanien, Polen, Ungarn, Italien) und weiteren Auslandsmärkten (Russland, Mexiko, Argentinien, Brasilien, Paraguay) geschaut werden. Das Online-Angebot wurde eingestellt um sich als Pay-TV-Sender auf Nordamerika zu fokussieren.
Der Sender wurde am 31. Dezember 2023 eingestellt.

## Sendungen

### Ehemalige Sendungen
- 24 Stunden – My Story
- Abenteuer Alltag – Jetzt bauen wir!
- Abenteuer Alltag – so leben wir Deutschen
- Abenteuer Auto
- Abenteuer Leben – täglich Wissen
- Abenteuer Natur
- Achtung Kontrolle! – Einsatz für die Ordnungshüter
- Achtung Notaufnahme
- Akte – Reporter decken auf
- Akte 20.17
- Alpenstar TV
- alphateam – Die Lebensretter im OP
- Alles außer Sex
- Anna und die Liebe
- Anwälte im Einsatz
- Auf die Plätze! Fertig! Weg!
- Auf Streife
- Avenzio – Schöner leben!
- Besser Essen – Leben leicht gemacht
- BeefBattle – Duell am Grill
- The Biggest Loser
- Britt – Der Talk um eins
- Broti & Pacek – Irgendwas ist immer
- Bundesliga
- Circus HalliGalli
- Clever! – Die Show, die Wissen schafft
- Das große Backen
- Der letzte Bulle
- Danni Lowinski
- Der Bergdoktor
- BIZZ
- Bim Bam Bino
- Darf man das?
- Das Model und der Freak
- Das Fast Food-Duell
- Der Elefant – Mord verjährt nie
- Der Bulle von Tölz
- Der Glücksvollzieher
- Deine Chance! 3 Bewerber – 1 Job
- Deutschlands größte Kriminalfälle
- Deutschlands Meisterkoch
- Die 2 – Anwälte mit Herz
- Die Anstalt – Zurück ins Leben
- Die Dreisten Drei – jetzt noch dreister
- Die Ruhrpottwache
- Die Straßen von Berlin
- Die Wunderbare Welt der Tierbaby
- Do it Yourself – S.O.S.
- EDGE Action Sports World
- Einsatz in Köln – Die Kommissare
- Extreme
- Flames – Geschmack ist alles
- Follow us! Das ProSieben-Reportermagazin
- Freunde – Das Leben beginnt
- Galileo
- Genial daneben – Die Comedy Arena
- Granaten wie wir
- Hand aufs Herz
- Job-Duell – Die Chance deines Lebens
- Julia Leischik sucht: Bitte melde dich
- Die Jugendberaterin
- Jugendcoach Oliver Lück
- Ein Job – Deine Chance
- Extreme Activity
- Focus TV
- Frank – der Weddingplaner
- Freunde wie wir
- Galileo Mystery
- Der Glücksvollzieher
- GoldStar TV
- GSG 9 – Ihr Einsatz ist ihr Leben
- Gülcans Traumhochzeit
- Hallo, Onkel Doc!
- Hilfe – Ich bin pleite! Letzte Rettung Pfandleiher
- In Gefahr – Ein verhängnisvoller Moment
- Inside mit Stefan Gödde
- Jetzt wird’s schräg
- Kalkofes Mattscheibe
- Kampf der Köche
- Karawane der Köche
- Kurklinik Rosenau* K1 Magazin
- K1 Reportage
- K11 – Kommissare im Einsatz
- Ladyland
- Lenßen & Partner
- Lebe Deinen Traum! Jetzt wird alles anders
- Liebe isst – Das Single Dinner
- Maddin in Love
- Mannsbilder
- Mein Mann, sein Hobby und Ich
- Mein neues Leben (und: Mein neues Leben – XXL)
- Mein großer dicker peinlicher Verlobter
- Messer, Gabel, herz – Das Blind-Date Dinner
- Mission Wahnsinn – Für Geld zum Held
- Newstime
- Niedrig und Kuhnt – Kommissare ermitteln
- Nur die Liebe zählt
- Pain & Fame – Wer wird Deutschlands bester Tätowierer?
- Paula kommt – Sex und Gute Nacktgeschichten
- Patchwork Family
- Reality Affairs
- Restaurant Startup
- Rosins Restaurant
- Richter Alexander Hold
- Risky Quiz
- Schatz, mach` du mal meinen Job!
- Schillerstraße
- Sechserpack
- Parkhotel Stern
- Popstars
- Lotta in Love
- Ein Mord für Quandt
- N24 Nachrichten für ProSiebenSat.1 Welt
- N24 Wissen
- ProSieben Reportage
- Quatsch Comedy Club
- Richterin Barbara Salesch
- R.I.S. – Die Sprache der Toten
- Sat.1-Frühstücksfernsehen
- Sat.1 Reportage
- SAM
- Schicksale – und plötzlich ist alles anders
- SK Kölsch
- Sweet & Easy – Das Foodmagazin
- Sommer und Bolten: Gute Ärzte, keine Engel
- Stromberg
- Studio 24
- Switch Reloaded
- taff
- Tamme Hanken – Der Knochenbrecher on tour
- The Voice Kids
- TV total
- TRAMITZ and friends
- Verliebt in Berlin
- Verdächtig
- Verrückt nach Clara
- Weibsbilder
- We Are Family! So lebt Deutschland
- Wolffs Revier
- Wolkenstein
- Yvonne Willicks räumt auf
- Zacherl: Einfach kochen
- Zieh mich an!
- Zwei bei Kallwass
- Zwischen Meer und Maloche